# Quần đảo Western, Papua New Guinea
Western (Quần đảo Phía Tây), là một quần đảo toạ lạc ngoài khơi Đông Bắc của Papua New Guinea, thuộc quần đảo Bismark, Thái Bình Dương.
Các đảo thuộc quần đảo Phía Tây:
- Đảo Aua
- Quần đảo Hermit
- Quần đảo Kaniet (Anchorite)
- Đảo Sae
- Quần đảo Ninigo
- Đảo Wuvulu

## Liên kết
- Geographical Names in the Western Islands